# Emanuel Bocchino
Emanuel Bocchino (n. Bigand, Santa Fe, Argentina; 9 de marzo de 1988) es un futbolista argentino que juega como defensa. Actualmente se encuentra en Velez Club de Fútbol  del Fútbol de España.

## Clubes
| Club                          | País      | Año         |
| ----------------------------- | --------- | ----------- |
| Independiente                 | Argentina | 2008 - 2009 |
| Quilmes                       | Argentina | 2009 - 2010 |
| Huracán de Comodoro Rivadavia | Argentina | 2010 - 2011 |
| Racing de Olavarría           | Argentina | 2011 - 2012 |
| Alvarado                      | Argentina | 2012 - 2013 |
| Central Córdoba               | Argentina | 2013 - 2015 |
| Brown de Adrogué              | Argentina | 2016        |
| Club Blooming                 | Bolivia   | 2016 - 2017 |
| Club Atlético Platense        | Argentina | 2017 - 2018 |